# Elizabeth Monroe
Elizabeth Kortright Monroe (ur. 30 czerwca 1768 w Nowym Jorku, zm. 23 września 1830 w Oak Hill (hrabstwo Loudoun)) – pierwsza dama Stanów Zjednoczonych w latach 1817–1825.

## Życiorys
Elizabeth Monroe urodziła się 30 czerwca 1768 w Nowym Jorku, jako córka handlowców Lawrence’a i Hannah Kortrightów. Kortrightowie i ich pięcioro dzieci żyli w dostatku, do czasu wojny o niepodległość Stanów Zjednoczonych, kiedy to nowojorska gospodarka znacznie podupadła. Elizabeth poznała swojego przyszłego męża, Jamesa Monroego w czasie gdy był on członkiem Kongresu Kontynentalnego w 1785 roku. Lawrence Kortright był przeciwny małżeństwu z Monroe, którego uważał za zbyt ubogiego i miał odmienne poglądy polityczne. Jednak para pobrała się 16 lutego 1786.
Po ślubie państwo Monroe zamieszkali we Fredericksburgu. Kiedy w 1794 roku James Monroe miał objąć funkcję posła amerykańskiego we Francji, jego żona pojechała z nim do Paryża. Włączyła się w życie towarzyskie stolicy a swoimi zabiegami doprowadziła m.in. do zwolnienia z więzienia żony markiza Lafayette’a, skazanej na śmierć. Gościny w swoim domu użyczyła także zwolnionemu z więzienia Thomasowi Paine’owi. Gdy w 1796 roku Monroe został odwołany z funkcji, wraz z żoną udał się do Holandii, a następnie powrócił do USA i osiedlił się w Ash Lawn. Kiedy prezydentem został Thomas Jefferson, Monroe ponownie został wysłany do Europy na misje dyplomatyczne, gdzie spędził z żoną pięć lat. Do Stanów Zjednoczonych powrócili w 1808 roku, a trzy lata później zamieszkali w Waszyngtonie, gdyż James Monroe został mianowany sekretarzem stanu. W 1817 roku objął urząd prezydenta a Elizabeth została pierwszą damą.

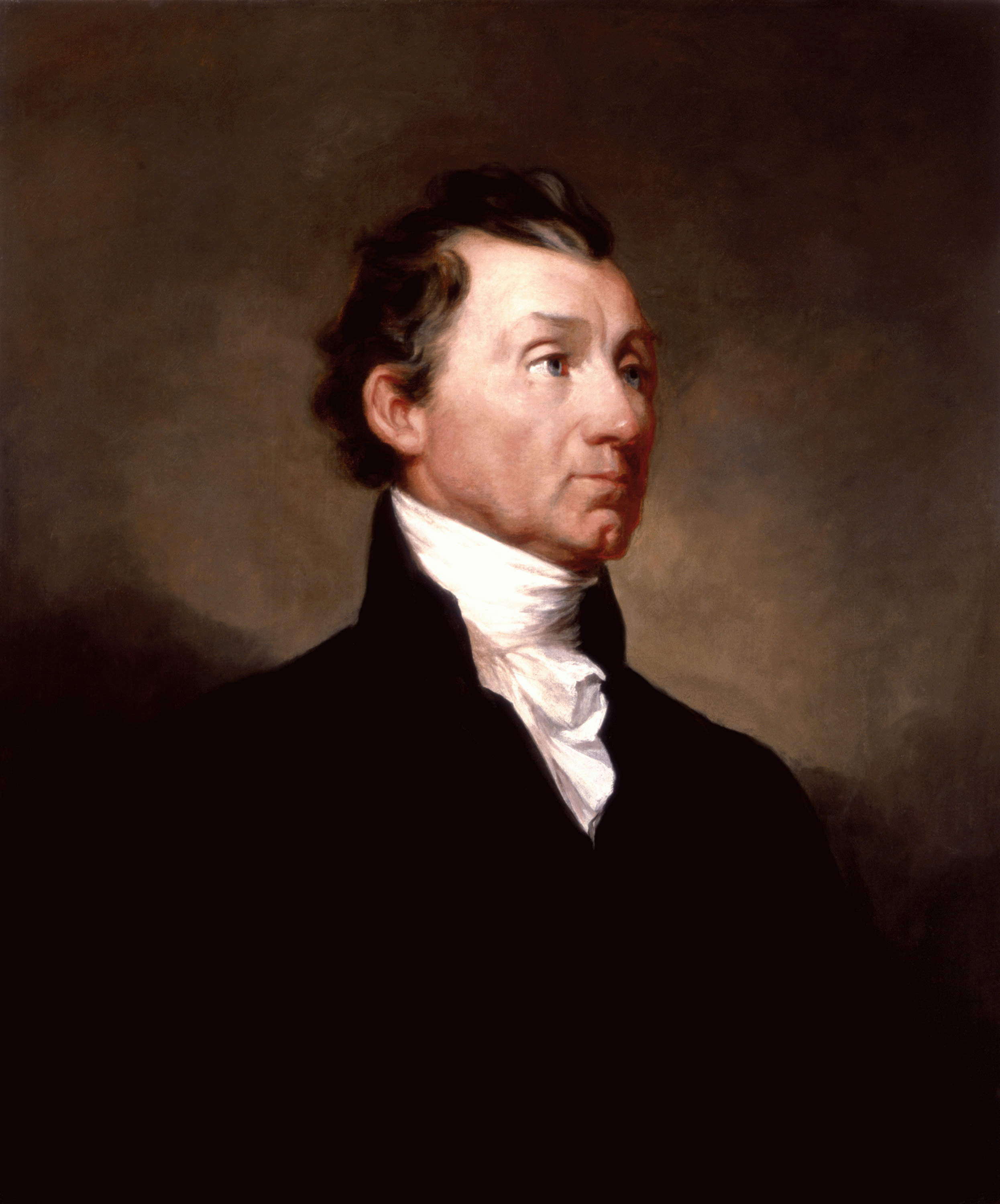
Prezydent James Monroe, mąż Elizabeth

Małżeństwo Monroe udekorowali i umeblowali Biały Dom, a także odsprzedali rządowi pamiątki po Marii Antoninie, zakupione w Paryżu. Obowiązki pierwszej damy przerastały jednak możliwości Elizabeth, dlatego większość z nich przejęła najstarsza córka Eliza. Wywołało to głęboki protest elit waszyngtońskich, który objawiał się między innymi bojkotem przyjęć organizowanych przez Elizabeth. W związku z tą sytuacją przyjęcia dla dyplomatów wyprawiała żona sekretarza stanu, Louisa Adams. Niska aktywność towarzyska pierwszej damy była częściowo wynikiem jej słabego zdrowia. Prawdopodobnie była epileptyczką. Gdy James Monroe zakończył kadencję prezydencką, wraz z żoną wyprowadził się ze stolicy i zamieszkał w Oak Hill. Tam też zmarła Elizabeth 23 września 1830 roku.

## Życie prywatne
Elizabeth Kortright poślubiła Jamesa Monroego 16 lutego 1786 roku w Trinity Church w Nowym Jorku. Z tego związku urodziło się troje dzieci: córki Eliza i Maria oraz syn, który zmarł w wieku dwóch lat.